# Involvulus cylindricollis
Involvulus cylindricollis là một loài bọ cánh cứng trong họ Rhynchitidae. Loài này được Schilsky miêu tả khoa học năm 1906.